# 天祖神社 (江東区亀戸)
天祖神社（てんそじんじゃ）は東京都江東区の神社。江東天祖神社（こうとうてんそじんじゃ）とも。

## 歴史
創建年代は不明。社伝には「推古天皇御代 創建」と伝わる。
当社は度々火災や震災に遭っている。1923年（大正12年）の関東大震災で社殿が焼失したため、再建時に鉄筋コンクリート造にした。日本最初の鉄筋コンクリート造の社殿といわれている。その甲斐あって、1945年（昭和20年）の東京大空襲では、焼失を免れることができた。
天正年間（1573年 - 1593年）より、疫病退散のために織田信長によって流鏑馬が行われた。現在は歩射の形式で行われている。
近くの龍眼寺が別当寺であった。

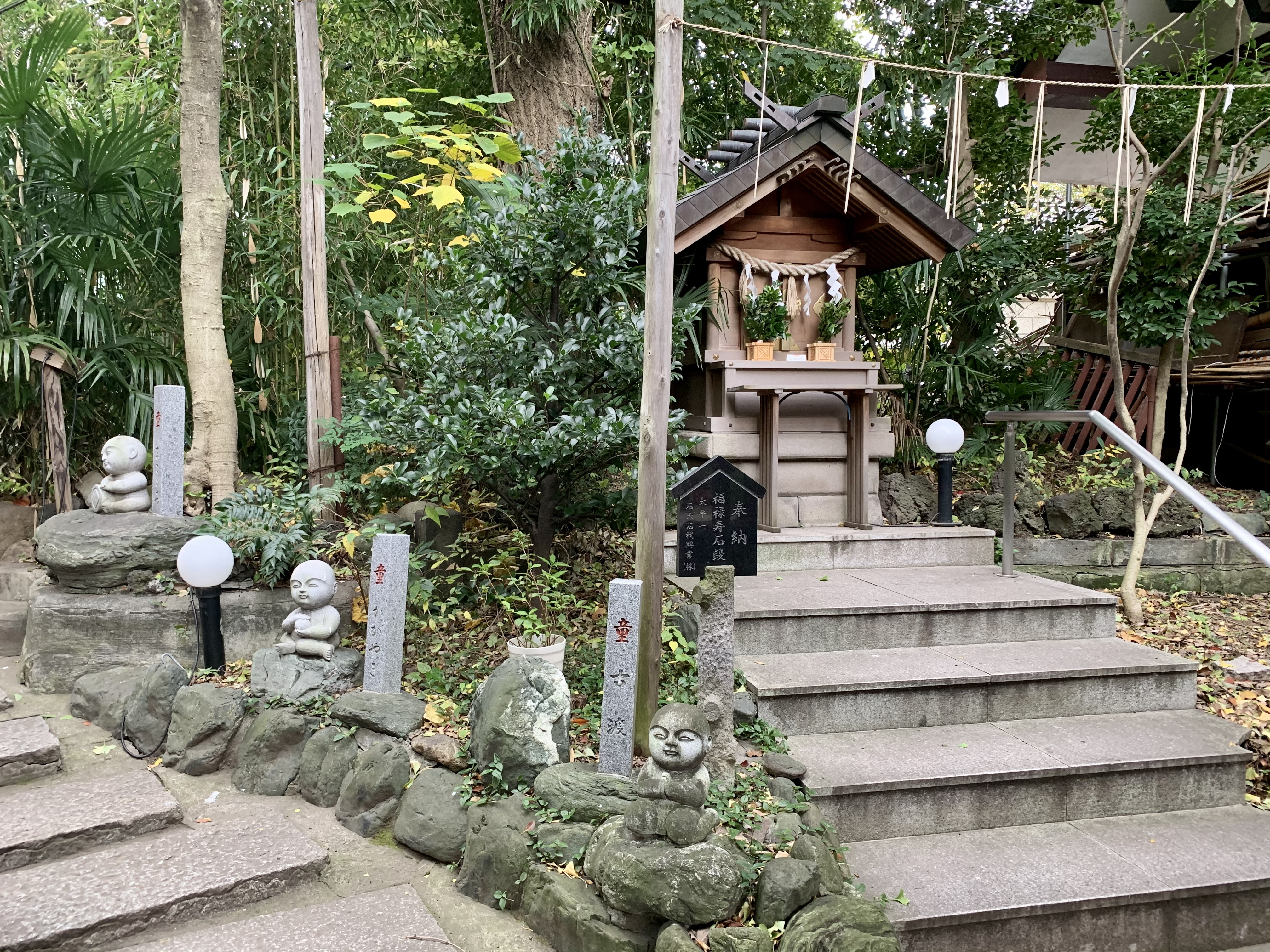
福禄寿（亀戸七福神）
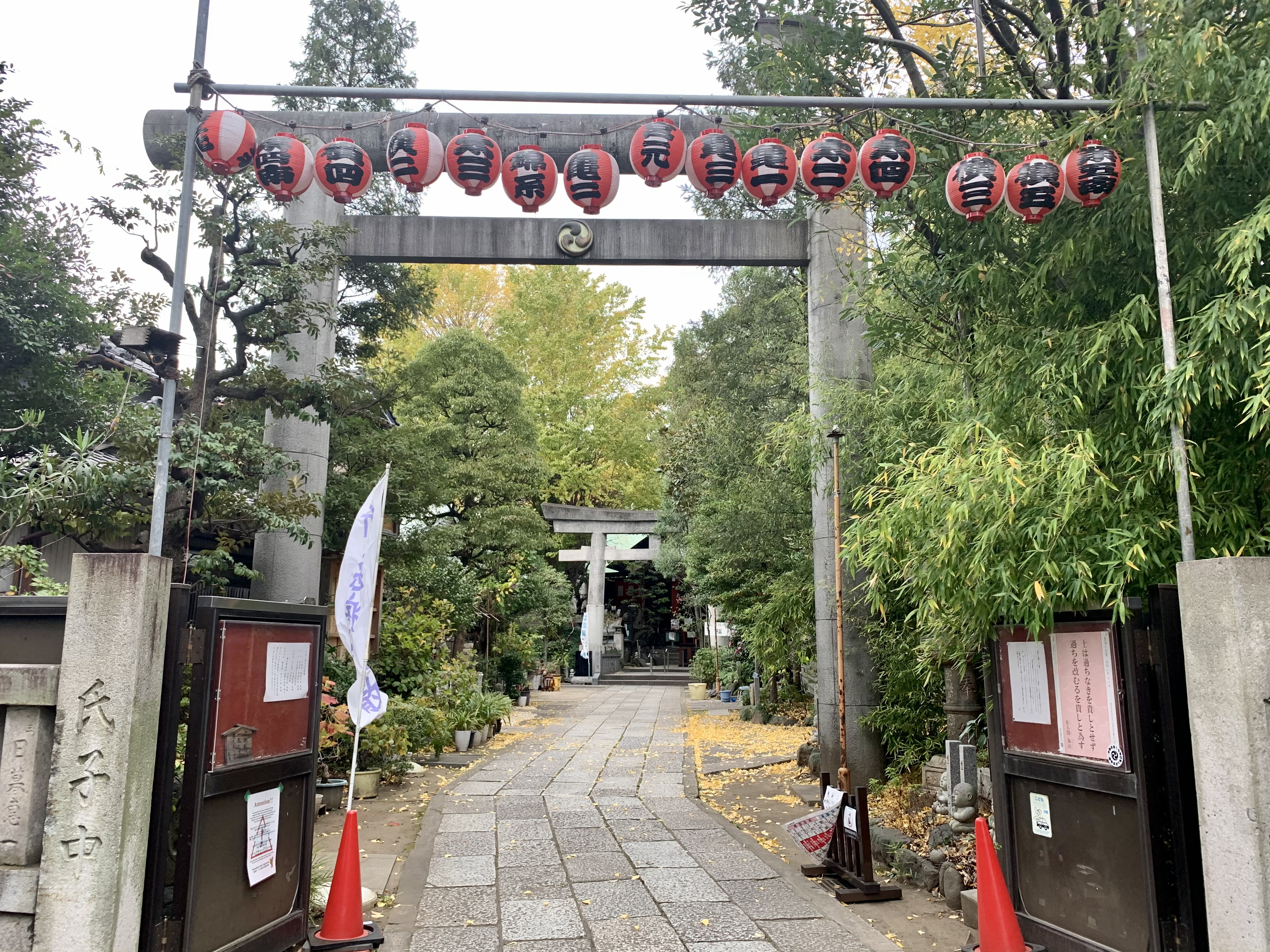
外観
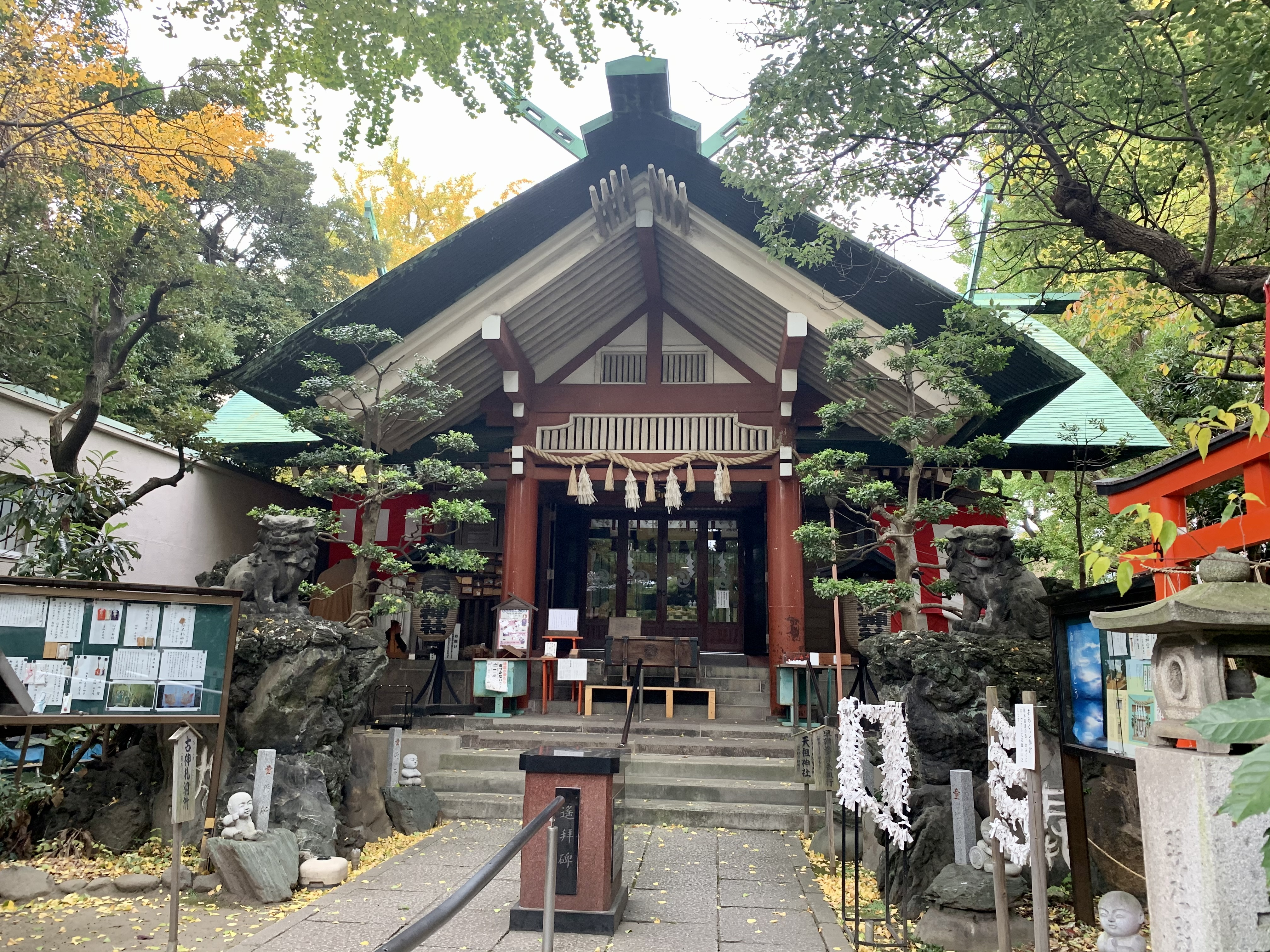
社殿

## 交通アクセス
- 押上駅より徒歩14分（経路案内）。